# فرودگاه سونگدل هاوکاسن
فرودگاه سونگدل هاوکاسن (به انگلیسی: Sogndal Airport, Haukåsen) (به زبان بومی: Sogndal lufthavn, Haukåsen) یک فرودگاه همگانی مسافربری با کد یاتا SOG است که یک باند فرود آسفالت دارد و طول باند آن ۱۱۱۱ متر است. این فرودگاه در کشور نروژ قرار دارد و در ارتفاع ۴۹۸ متری از سطح دریا واقع شده است.